# Peristediidae

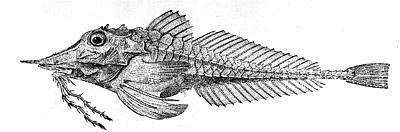
Peristedion miniatum

Las vaquitas blindadas o espátulas son la familia Peristediidae de peces marinos incluida en el orden Scorpaeniformes, distribuidos por los océanos Atlántico, Índico y Pacífico, en aguas profundas. Su nombre procede del griego: peri (alrededor) + istemi (colocar).
Características distintivas de la familia son: tienen el cuerpo enteramente encastrado en pesadas placas cubiertas de espinas; las aletas pectorales tienen los dos radios inferiores sueltos y alargados; en la mandíbula inferior presetan barbas.

## Géneros y especies
Según ITIS este nombre de familia es inválido, agrupándose todos sus géneros en la familia Triglidae.
Según FishBase ésta debe ser considerada como familia independiente, de la que existen 44 especies agrupadas en 5 géneros:
- Género Gargariscus (Smith 1917)
  - Gargariscus prionocephalus (Duméril, 1869)
- Género Heminodus (Smith 1917)
  - Heminodus japonicus (Kamohara, 1952)
  - Heminodus philippinus (Smith, 1917)
- Género Paraheminodus (Kamohara 1957)
  - Paraheminodus murrayi (Günther, 1880)
- Género Peristedion (Lacepède 1801)
  - Peristedion altipinne (Regan, 1903)
  - Peristedion amblygenys (Fowler, 1938)
  - Peristedion antillarum (Teague, 1961)
  - Peristedion barbiger (Garman, 1899) - Pez cocodrilo.
  - Peristedion brevirostre (Günther, 1860)
  - Peristedion cataphractum (Linnaeus, 1758) - Armado, malarmao  o armadillo.
  - Peristedion crustosum (Garman, 1899)
  - Peristedion ecuadorense (Teague, 1961)
  - Peristedion gracile (Goode y Bean, 1896) - Espátula esbelta o vaquita blindada flaca.
  - Peristedion greyae (Miller, 1967)
  - Peristedion imberbe (Poey, 1861) - Espátula lampiña.
  - Peristedion investigatoris (Alcock, 1898)
  - Peristedion liorhynchus (Günther, 1872)
  - Peristedion longispatha (Goode y Bean, 1886) - Espátula larga.
  - Peristedion miniatum (Goode, 1880)
  - Peristedion moluccense (Bleeker, 1851)
  - Peristedion nierstraszi (Weber, 1913)
  - Peristedion orientale (Temminck y Schlegel, 1843)
  - Peristedion paucibarbiger (Castro-Aguirre y Garcia-Domínguez, 1984) - Vaquita blindada de Cortés.
  - Peristedion riversandersoni (Alcock, 1894)
  - Peristedion thompsoni (Fowler, 1952)
  - Peristedion truncatum  (Günther, 1880)
  - Peristedion unicuspis (Miller, 1967)
  - Peristedion weberi (Smith, 1934)
- Género Satyrichthys (Kaup 1873)
  - Satyrichthys adeni (Lloyd, 1907)
  - Satyrichthys amiscus (Jordan y Starks, 1904)
  - Satyrichthys clavilapis (Fowler, 1938)
  - Satyrichthys engyceros (Günther, 1872)
  - Satyrichthys hians  (Gilbert y Cramer, 1897)
  - Satyrichthys isokawae (Yatou y Okamura en Okamura et al., 1985)
  - Satyrichthys laticephalus (Kamohara, 1952)
  - Satyrichthys lingi (Whitley, 1933)
  - Satyrichthys longiceps (Fowler, 1943)
  - Satyrichthys magnus (Yatou en Okamura et al., 1985)
  - Satyrichthys orientale (Fowler, 1938)
  - Satyrichthys piercei (Fowler, 1938)
  - Satyrichthys quadratorostratus (Fourmanoir y Rivaton, 1979)
  - Satyrichthys rieffeli (Kaup, 1859)
  - Satyrichthys serrulatus (Alcock, 1898)
  - Satyrichthys welchi (Herre, 1925)